# Normanville (Eure)
Normanville é uma comuna francesa na região administrativa da Normandia, no departamento de Eure. Estende-se por uma área de 9,14 km². Em 2010 a comuna tinha 1 170 habitantes (densidade: 128 hab./km²).